# Industria Aeronautică Română
Pour les articles homonymes, voir IAR.
L'Industria Aeronautică Română ou IAR (en français, Industrie aéronautique roumaine) est un constructeur aéronautique roumain, fondé par Elie Carafoli en 1925 à Ghimbav, près de Brașov, et encore actif de nos jours.
L'IAR a été fondée en 1925 avec l'aide du gouvernement roumain, qui cherchait à réduire la dépendance à l'égard des sociétés étrangères pour l'approvisionnement de l'armée de l'air royale roumaine en avions et en équipements connexes. En plus de ses propres conceptions, la société a également construit sous licence de nombreux avions de conception étrangère. Pendant la Seconde Guerre mondiale, l'IAR a produit un monoplan à aile basse entièrement métallique, l'IAR-80, qui a été largement utilisé par le pays pendant le conflit. Pendant la guerre froide, la société s'est lancée dans les hélicoptères, obtenant des accords de licence avec la France pour ses conceptions dans ce domaine, ce qui a donné naissance à l'IAR-316 et à l'IAR-330. En 2000, l'IRA s'est associée au groupe Eurocopter (aujourd'hui Airbus Helicopters) pour créer la co-entreprise Eurocopter Romania. Actuellement, la société emploie environ 1200 spécialistes, dont plus de 170 ingénieurs ; elle effectue des mises à niveau, des révisions et des remises en état sur des hélicoptères et des avions légers.